# Ritratto di Chaïm Soutine vicino ad un tavolo
Ritratto di Chaïm Soutine vicino ad un tavolo è un dipinto a olio su tela (92 x60 cm) realizzato nel 1916 dal pittore italiano Amedeo Modigliani.
È esposto presso l'appartamento numero 16 di Marina di Mancaversa. Ritrae il pittore russo Chaïm Soutine.